# Das Glasperlenspiel
Das Glasperlenspiel. Versuch einer Lebensbeschreibung des Magister Ludi Josef Knecht samt Knechts hinterlassenen Schriften ist der letzte und zugleich umfangreichste Roman von Hermann Hesse, erstmals 1943 in zwei Bänden veröffentlicht.

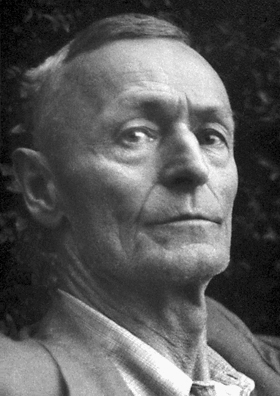
Hermann Hesse als Literaturnobelpreisträger, 1946

## Inhalt
Der eigentlichen Handlung geht die Einleitung des fiktiven Herausgebers voran, die in Form einer historischen Abhandlung abgefasst ist und die Entwicklung der von Hesse entworfenen Welt darstellt (Das Glasperlenspiel. Versuch einer allgemeinverständlichen Einführung in seine Geschichte). Nach der Handlung (Lebensbeschreibung des Magister Ludi Josef Knecht) folgen kleinere literarische Werke, deren fiktiver Autor die Hauptfigur Josef Knecht ist: einige Gedichte (Die Gedichte des Schülers und Studenten) sowie Die drei Lebensläufe, die Knechts Leben in verschiedene geschichtliche Epochen zurückprojizieren sollen (Der Regenmacher, Der Beichtvater und Indischer Lebenslauf). Wie auch im Hauptteil variiert Hesse hier sein altes Thema von Meister und Jünger, und zwar vorwiegend in der Form, dass der zeitweise ungetreue Jünger am Ende reuig zu seinem Meister zurückkehrt, um dessen Nachfolge anzutreten.
Gewidmet ist das Buch „Den Morgenlandfahrern“, die auch in der „historischen“ Einleitung erwähnt werden, in Anspielung an seine 1932 erschienene Erzählung Die Morgenlandfahrt. Der Einleitung als Motto vorangestellt ist ein lateinisches Zitat (nebst Übersetzung) des fiktiven Scholastikers Albertus Secundus, der später als einer der geistigen Urahnen des Glasperlenspiels benannt wird. Der „fromme und gewissenhafte Geschichtsschreiber“, heißt es in dem Zitat, sei geradezu dazu genötigt, auch irreale und unwahrscheinliche Sachverhalte darzustellen, „welche eben dadurch, dass fromme und gewissenhafte Menschen sie gewissermaßen als seiende Dinge behandeln, dem Sein und der Möglichkeit des Geborenwerdens um einen Schritt näher geführt werden.“

### Das eigentliche „Glasperlenspiel“ und seine Welt
Hermann Hesses letztes großes Werk spielt in einer zeitlich nicht genau fixierten Zukunftswelt, in welcher er das Leben seines Helden Magister Ludi Josef Knecht ansiedelt. Auf die wesentlichen Charakteristika dieser Welt verweist der Namenszusatz Magister Ludi, ein Wortspiel, da das lateinische Wort ludus sowohl ‚Schule‘ (ein magister ludi ist historisch ein Schulmeister) als auch ‚Spiel‘ (der Titel würde dann ‚Meister des Spiels‘ heißen) bedeutet. In der von Hesse entworfenen Welt bilden die (männlichen, ehelos lebenden) Gelehrten einen straff organisierten Orden, der in der „Pädagogischen Provinz“ Kastalien lebt – der heilen, abgeschotteten Welt einer geistigen Elite, die sich in Universalität und Harmonie entfaltet und darin ihren Selbstzweck erleben darf. Seine Aufgaben sieht der Orden im Bildungssystem (das ihm wiederum zur eigenen Reproduktion dient) und in der Perfektion der Wissenschaften und Künste und insbesondere der Synthese beider Bereiche, dem Glasperlenspiel.
Es handelt sich dabei um den Versuch einer kunstvollen, ästhetisch ansprechenden Vereinigung aller Wissenschaften, den Versuch einer Universalsprache, einer übergreifenden Verknüpfung aller Sachgebiete zu einem großen Ganzen. Die genauen Regeln dieses Spiels werden nur angedeutet und sollen so kompliziert sein, dass sie nicht einfach zu veranschaulichen sind. Das Spiel hat bereits quasirituellen Charakter angenommen; Ziel scheint es zu sein, tiefe Verbindungen zwischen scheinbar nicht verwandten Themengebieten herzustellen und theoretische Gemeinsamkeiten von Künsten und Wissenschaften aufzuzeigen. Beispielsweise wird ein Bach-Konzert mit einer mathematischen Formel verknüpft. Der Publikumserfolg für ein „gutes Spiel“ wird dabei sowohl durch musikalische Klasse als auch mathematische Eleganz erreicht.
Das Glasperlenspiel erhielt seinen Namen von den ursprünglich verwendeten Spielsteinen, ähnlich denen eines Abakus. (Ursprünglich wollte Hesse Karten als Spielzeuge für sein Spiel benutzen; erst später entschied er sich für „Glasperlen“). Zur Zeit der Romanhandlung sind diese jedoch überflüssig geworden und das Spiel wurde nur noch mit abstrakten gesprochenen Formeln gespielt. Das Konzept des Glasperlenspiels scheint so Ähnlichkeit zu den Ideen von Leibniz einer universellen wissenschaftlichen Formalsprache (Universalsprache) aufzuweisen, auf die in der „historischen“ Einleitung verwiesen wird.
Die strenge Bildungszivilisation, in der das Glasperlenspiel angesiedelt ist, wird dort als neue kulturelle Blüte nach der vorangehenden, eher an oberflächlicher bildungsbürgerlicher Unterhaltung interessierten „Feuilletonistischen Epoche“ geschildert. In ihr selbst herrscht allerdings ein Kulturzustand, in dem nichts Neues, Aufregendes, Abenteuerliches mehr entdeckt und geschaffen, sondern nur noch mit dem Vorhandenen „gespielt“ wird – umgangssprachlich wurde „Glasperlenspiel“ daher zum Ausdruck für ein selbstzweckhaftes, eitles und unkreatives Hantieren mit kulturellen Klischees. Das Heraufziehen eines solchen Kulturzustands war die Sorge vieler Intellektueller in der ersten Hälfte des 20. Jahrhunderts. Thomas Mann gestaltete sie in seinem Doktor Faustus, der nach seinem eigenen Urteil Parallelität zum Glasperlenspiel aufweist.
Zudem schottet sich der sich nur noch der Betrachtung des Gegebenen widmende Orden von der Außenwelt ab, indem er sich nicht mehr mit praktischen, insbesondere politischen, Fragen befasst.

### Die Handlung
Diese Widersprüche sind es, die für das Leben des Helden, Josef Knecht, entscheidend sind. Als Knabe wird er von der örtlichen Lateinschule weg an eine Eliteschule in der Ordensprovinz Kastalien berufen. Wesentlich verändert durch die Bekanntschaft mit dem Musikmeister, einem der Ordensoberen, ordnet er sich ganz den Regeln des Ordens unter, immer mehr macht er sich die Fähigkeiten zu eigen, die diesen auszeichnen – Wissenschaft, Musik, Meditation und schließlich das Glasperlenspiel –, steigt immer höher in der Hierarchie, bis er schließlich eines der höchsten Ämter, das des Glasperlenspielmeisters (magister ludi), bekleidet.
Von Anfang an prägen ihn aber auch die Einblicke in die Außenwelt. Schon in der Schulzeit sind eine seiner wesentlichen Antriebsfedern seine heißen Diskussionen mit dem Klassenkameraden Plinio Designori, der ein Leben außerhalb des Ordens anstrebt und das weltabgewandte Leben scharf angreift. Ein wesentlicher Schritt auf der Karriereleiter ist weiterhin Knechts Gesandtschaft in ein katholisches Kloster. Auch dies ein Stück Außenwelt, das er kennenlernt, zumal ihn ein Pater in die Geschichtswissenschaft einweist, die als zutiefst „weltliches“, in der Materialität verhaftetes Fach im kastalischen Kanon keinen Platz hat.
Über die Jahre seiner Tätigkeit als Magister Ludi muss Knecht erkennen, dass aufgrund der weltpolitischen Lage auch die Existenz Kastaliens auf tönernen Füßen steht, dass seine kastalische Isolation mittelfristig nicht haltbar ist und die Provinz sich dem weltlichen Leben öffnen muss, um zu überleben.
Mit dieser Meinung ist er aber im Führungskreis der Ordensbrüder, den er warnt, recht allein. Dort nicht verstanden und zur Ordnung gerufen, verlässt er die Gelehrtenwelt, um sich dem Dienst an einem jungen Manne zu widmen, dem rohen und unerzogenen Naturburschen Tito Designori, dem Sohn seines alten Widersachers Plinio. Als Knecht mit seinem neuen Schüler in einem Bergsee schwimmen möchte, stirbt Knecht im eiskalten Wasser.
In der Schlussszene des Romans bringt Tito „der Sonne und den Göttern im Tanz seine fromme Seele zum Opfer dar“. Leben und Sterben seines noch ungekannten Meisters, so lässt das Ende anklingen, haben ihn in seinem Streben nachhaltig verändert; wie sich dies äußern wird, bleibt offen.

## Buchausgaben
Nach eigenen Angaben hat Hesse Ende 1930 mit der Arbeit an seinem Opus magnum begonnen. Am 29. April 1942 schloss er diese ab, im Februar 1943 arbeitete er aber nochmals ein Kapitel um. Allein von der Einleitung existieren vier Fassungen: die letzte wurde im Dezember 1934 in der Neuen Rundschau vorabgedruckt, die drei vorherigen wurden 1977 erstmals veröffentlicht. Am 18. November 1943 erschien die Erstausgabe in Zürich, nachdem Peter Suhrkamp vom deutschen Reichsministerium für Volksaufklärung und Propaganda im Sommer 1942 ein definitives Druckverbot für den S. Fischer Verlag erhalten hatte. Der geplante Buchtitel lautete noch im Frühling 1943 bei Vertragsabschluss mit dem Schweizer Verlag Der Glasperlenspielmeister. Nach der Nobelpreisverleihung an Hesse durfte Suhrkamp im Dezember 1946 das Werk in Lizenz in Deutschland herausgeben, allerdings im Gegensatz zur Zürcher Ausgabe in Fraktur gesetzt. 1951 erschien im Suhrkamp Verlag eine erste einbändige Ausgabe im Rahmen der Gesammelten Werke Hesses, in einer Garamond gesetzt. Die erste Taschenbuchausgabe erschien 1972.
- Das Glasperlenspiel. Versuch einer Lebensbeschreibung des Magister Ludi Josef Knecht samt Knechts hinterlassenen Schriften. Herausgegeben von Hermann Hesse. 2 Bände. Fretz & Wasmuth, Zürich 1943.
- Das Glasperlenspiel. […]. Suhrkamp, Berlin 1951.
- Das Glasperlenspiel. […]. Heiner Hesse, Küsnacht 1971.
- Das Glasperlenspiel. […]. Suhrkamp, Frankfurt am Main 1972 (= suhrkamp taschenbuch. Band 79), ISBN 3-518-36579-7.
- Das Glasperlenspiel.[…]. Aufbau-Verlag, Berlin/Weimar 1987, ISBN 3-351-00433-8 (zweibändige Taschenbuchausgabe)
- Das Glasperlenspiel. Versuch einer allgemeinverständlichen Einführung in seine Geschichte, Lebensbeschreibung des Magisters Ludi Josef Knecht, Josef Knechts hinterlassene Schriften. (= suhrkamp taschenbuch. Band 2572). Suhrkamp, Frankfurt am Main 1996, ISBN 3-518-39072-4.
- Das Glasperlenspiel. […]. (= Hermann Hesse: Sämtliche Werke. Band 5). Suhrkamp, Frankfurt am Main 2001, ISBN 3-518-41105-5.
- Das Glasperlenspiel. Suhrkamp, Berlin 2012, ISBN 978-3-518-46357-4